# Tekke-Moschee (Gjirokastra)

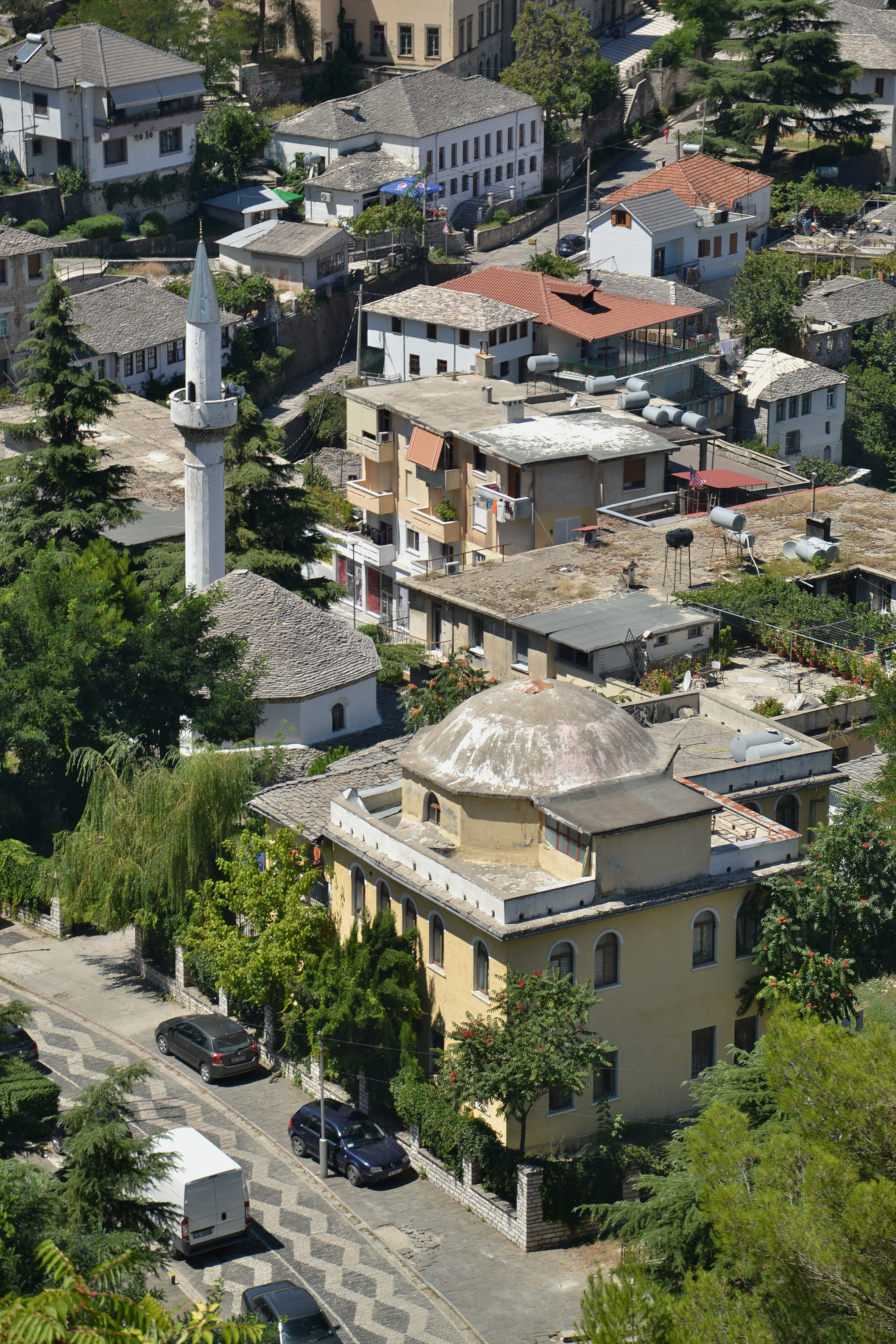
Der gelbe Bau der Tekke-Moschee, dahinter die Basar-Moschee

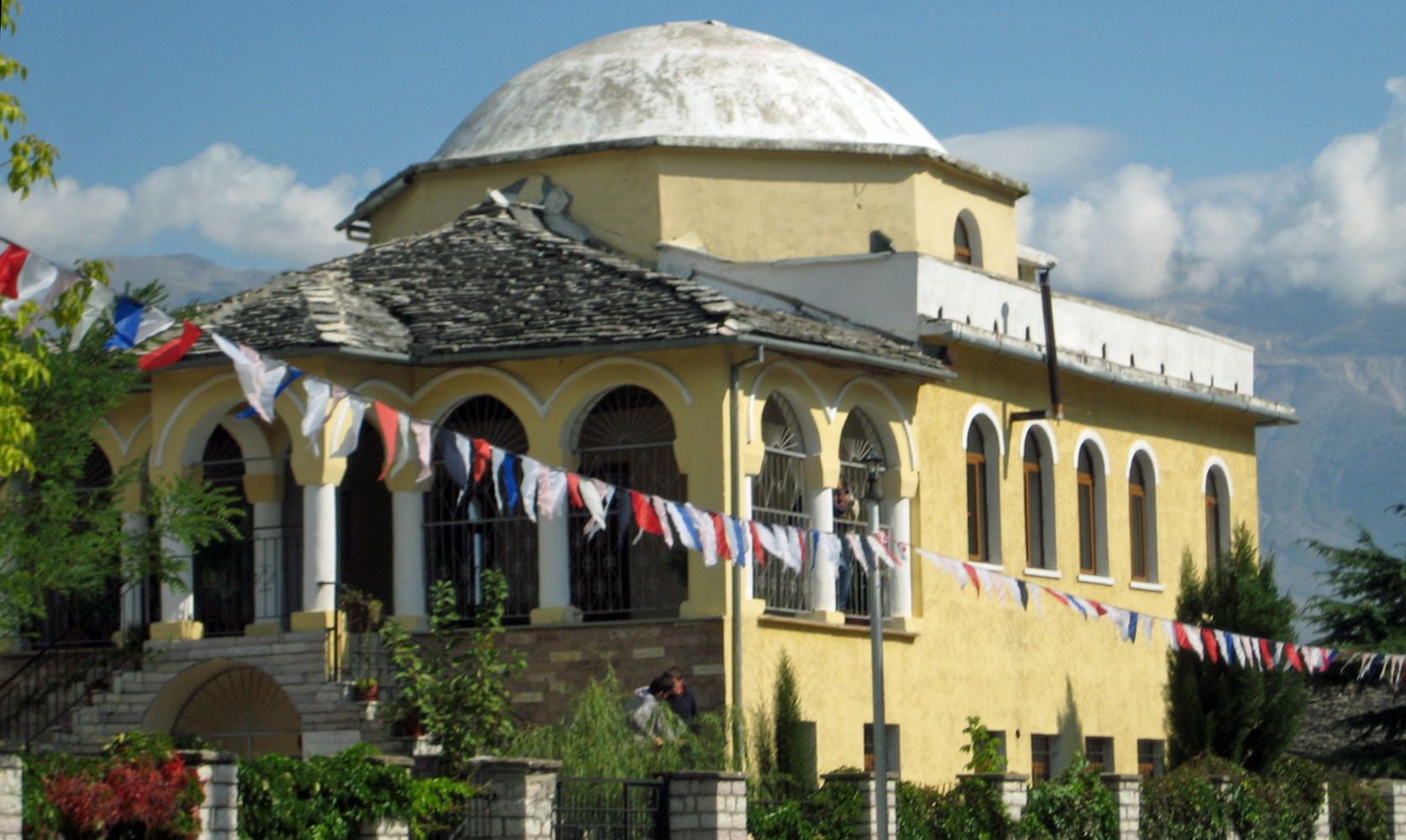
Fassade

Die Tekke-Moschee (albanisch Xhamia e Teqes) ist eine historische Moschee in der südalbanischen Stadt Gjirokastra. Die Tekke-Moschee ist eines der wenigen islamischen Gotteshäuser, die der Diktator Enver Hoxha in seiner Heimatstadt Gjirokastra nach der Einführung des staatlichen Atheismus 1967 nicht abreißen und zerstören ließ. Die Moschee ist benannt nach dem Stadtteil Teqe (albanisch für Tekke), in dem sie sich befindet.
Die Moschee wurde in der Mitte des 18. Jahrhunderts, höchstwahrscheinlich im Jahr 1733 erbaut. Sie ersetzte vermutlich einen Vorgängerbau. Als Stifter gilt Ahmet Çelebi. Sie liegt in steilem Gelände und bestand ursprünglich aus dem Gebetsraum, einer Vorhalle und dem Minarett. Die offene Vorhalle an der Nordseite verfügte über Arkaden und ein Holzdach. Vom Minarett sind nur noch die Grundmauern erhalten. Der Gebetsraum hat Abmessungen von etwa neun auf neun Metern. Die Kuppel ist mit Schiefersteinen bedeckt.
In der Folge des Religionsverbots wurde die Moschee nach 1967 beschädigt und das Minarett zerstört. Die Moschee ist seit 1973 ein staatliches Kulturdenkmal. Heute wird die Moschee als Medrese genutzt.